# Justus Wissemann
Justus Wissemann (* 13. Dezember 1814 in Hommershausen im Landkreis Waldeck-Frankenberg; † 19. Dezember 1884 ebenda) war ein deutscher Bürgermeister und Mitglied der kurhessischen Ständeversammlung. 

## Leben
Justus Wissemann bekleidete in seinem Heimatort das Amt des Bürgermeisters und erhielt in dieser Funktion ein Mandat für den kurhessischen Landtag.
Von 1860 bis 1862 war er Mitglied der Zweiten Kammer der Ständeversammlung und von 1863 an nach deren Wegfall (Rückkehr zu den Bestimmungen der alten Verfassung) Mitglied des Plenums.
Die Ständeversammlung wurde nach den Unruhen im Jahre 1830 zum Zweck der Beratung und Verabschiedung einer Verfassung gebildet und hatte bis 1866 Bestand, als das Land Hessen durch Preußen annektiert wurde.